# فتاة القطار (فلم 2016)
فتاة القطار (بالإنجليزية: The Girl on the Train) هو فيلم إثارة نفسية أمريكي صدر سنة 2016، وهُو من إخراج تيت تايلور وإنتاج مارك بلات وسيناريو إيرين كريسيدا ويلسون. بُني الفيلم على رواية تحمل نفس الاسم ألفتها باولا هوكينز سنة 2015. الفيلم من بطولة كُل من إميلي بلانت، وريبيكا فيرغيسون، وهالي بينيت، وجوستين ثيرو، ولوك إيفانز، وأليسون جاني، وإدغار راميريز، وليزا كودرو. يروي الفيلم قصة مُطلقة مُدمنة على الكحول تُدعى رايتشل، تتورط في تحقيق حول اختفاء أحد الأشخاص.
بدأ التصوير الرئيسي للفيلم في 4 نوفمبر 2015 في مدينة نيويورك. كان فيلم فتاة القطار أول فيلم تُوزعه شركة يونيفرسال بيكشرز في إطار صفقة توزيع جديدة مع شركة دريم ووركس بيكتشرز.
عُرض الفيلم لأول مرة في لندن بتاريخ 20 سبتمبر 2016، ثُم عُرض بعدها في الولايات المتحدة في 7 أكتوبر 2016. حظي الفيلم بآراء مُتباينة من النقاد، بينما حقق نجاحًا في شباك التذاكر، حيث جنى إيرادات بقيمة 173 مليون دولار أمريكي في جميع أنحاء العالم. حظي أداء إميلي بلانت بالثناء، وقد حصلت المُمثلة عن هذا الدور على ترشيح لنيل جائزة أفضل مُمثلة في دور رئيسي في حفل توزيع جوائز نقابة ممثلي الشاشة الثالث والعشرين في لوس أنجلوس، بالإضافة إلى ترشيح لنيل جائزة البافتا لأفضل ممثلة في دور رئيسي ضمن حفل توزيع جوائز الأكاديمية البريطانية للأفلام السبعين.

## ملخص الأحداث
رايتشل واتسون هي مدمنة كحول مطلقة من توم بعد خيانته لها، تركب القطار يومياً للعمل وتشاهد خلال تنقلها حياة الزوجين سكوت وميغان الذين يبدوان سعداء. لكن في يوم ما، تشاهد رايتشل شيء يغير حياتها، خصوصاً مع أختفاء ميغان واعتبارها ميتة.

## طاقم التمثيل
- إيميلي بلنت في دور رايتشل واتسون، مُدمنة كحوليات، وزوجة توم السابقة.
- ريبيكا فيرغسون في دور آنا واتسون، وكيلة عقارات، وزوجة توم الحالية.
- هيلي بنيت في دور ميغان هيبويل، مُربية آنا وتوم، وزوجة سكوت
- جستن ثيرو في دور توم واتسون، زوج رايتشل السابق، وزوج آنا الحالي.
- لوك إيفانز في دور سكوت هيبويل، زوج ميغان.
- أليسون جاني في دور المُحققة رايلي.
- إدغار راميرز في دور الدكتور كمال آبديك، طبيب ميغان النفسي.
- ليزا كودرو في دور مارثا، زوجة رئيس توم السابق في العمل.
- لورا بريبون في دور كاثي، صديقة رايتشل إبان فترة الدراسة ورفيقتُها في السكن.
- دارين غولدستاين في دور رجُل يرتدي بذلة، رجُل غريب يُلاحظ سلوك رايتشل.

## الإنتاج

### التطوير
حصلت شركة دريم ووركس بيكتشرز على حقوق إنتاج فيلم مبني على رواية هوكينز، وكان من المُقرر أن يتولى مارك بلات إنتاج الفيلم (من خلال شركة مارك بلات للإنتاج) في مارس 2014. في أوائل عام 2015، تعاقد المُنتجون مع إيرين كريسيدا ويلسون لكتابة السيناريو، ومع تيت تايلور لإخراج الفيلم. صرحت هوكينز في مُقابلة لها مع صحيفة صنداي تايمز أن مكان تصوير الفيلم تغير من لندن إلى مُقاطعة ويستشستر في نيويورك.

### اختيار الممثلين
في يونيو 2015، عُرض على إميلي بلانت تمثيل دور البطولة. كان استوديو الإنتاج يرى إمكانية تمثيل كيت مارا لدور من الأدوار الرئيسية الثلاث. في أغسطس، تم التأكيد على أن ريبيكا فيرغسون ستلعب دور آنا وأضيفت هالي بينيت إلى فريق الممثلين لتلعب دور المرأة الثالثة ميغان.
أجرى كُل من جاريد ليتو وكريس إيفانز مُحادثات مع استوديو الإنتاج للانضمام إلى طاقم المُمثلين، حيث كان مُقترحا أن يُؤدي إيفانز دور توم زوج رايتشل السابق، بينما يُؤدي ليتو دور زوج الجارة. إلا أنه وبسبب مشاكل في الجدولة الخاصة بالثنائي، حل جاستن ثيرو محل إيفانز وحل لوك إيفانز محل ليتو. في أكتوبر، انضم إدغار راميريز للفيلم ليؤدي دور الدكتور كمال عبديش. هذا الأخير الذي تربطه علاقة غرامية مع ميغان، سيُصبح مشتبهًا به في قضية اختفائها. انضمت أليسون جاني أيضًا إلى فريق التمثيل لتلعب دور مُحققة شرطة. في الشهر التالي، اختيرت ليزا كودرو لتُؤدي دور مارثا، زوجة رئيس توم السابق في العمل. انضمت لورا بريبون إلى فريق التمثيل لتأدية دور كاثي، حيث أن هاته الأخيرة هي زميلة رايتشل في السكن وصديقتها في فترة الدراسة.

### التصوير
بدأ التصوير الرئيسي للفيلم في 4 نوفمبر 2015 في مدينة نيويورك. في أواخر نوفمبر 2015، صُورت بعض المشاهد في مدينة وايت بلينز، وكذلك في هاستينغز أون هدسون ومدينة إيرفينغتون. انتهت فترة التصوير في 30 يناير 2016.

### مرحلة ما بعد الإنتاج
خلال مرحلة ما بعد الإنتاج في الفيلم، حُذف مشهد كاميو لباولا هوكينز من شريط الفيلم.

## الصدور
في نوفمبر 2015، حددت شركة والت ديزني ستوديوز موشن بيكشرز موعد 7 أكتوبر 2016 كموعد صدور الفيلم، وذلك من خلال شركة توتشستون بيكشرز التابعة لها.
كان الفيلم جُزءًا من صفقة توزيع بين شركتي دريم ووركس واستوديوهات والت ديزني للترفيه، كانت قد أُبرمت سنة 2009. إلا أنه لم تُجدد دريم ووركس وديزني صفقة التوزيع الخاصة بهما، لتحصُل بعدها في ديسمبر 2015 شركة يونيفرسال بيكشرز على حقوق توزيع الفيلم، كجُزء من صفقة التوزيع الجديدة بينها وبين شركة أومبلين بارتنرز، التي هي الشركة الأم لشركة دريم ووركس.

احتفظت شركة يونيفرسال بموعد صدور الفيلم، والذي كانت شركة ديزني قد حددته. وزعت شركة يونيفرسال الفيلم في جميع أنحاء العالم، باستثناء مناطق أوروبا والشرق الأوسط وأفريقيا، حيث تكفلت شركة ميستر سميث للترفيه بهاته المُهمة من خلال مُوزعين آخرين. أصدرت إينترتاينمنت وان الفيلم في المملكة المتحدة في تاريخ 5 أكتوبر 2016.

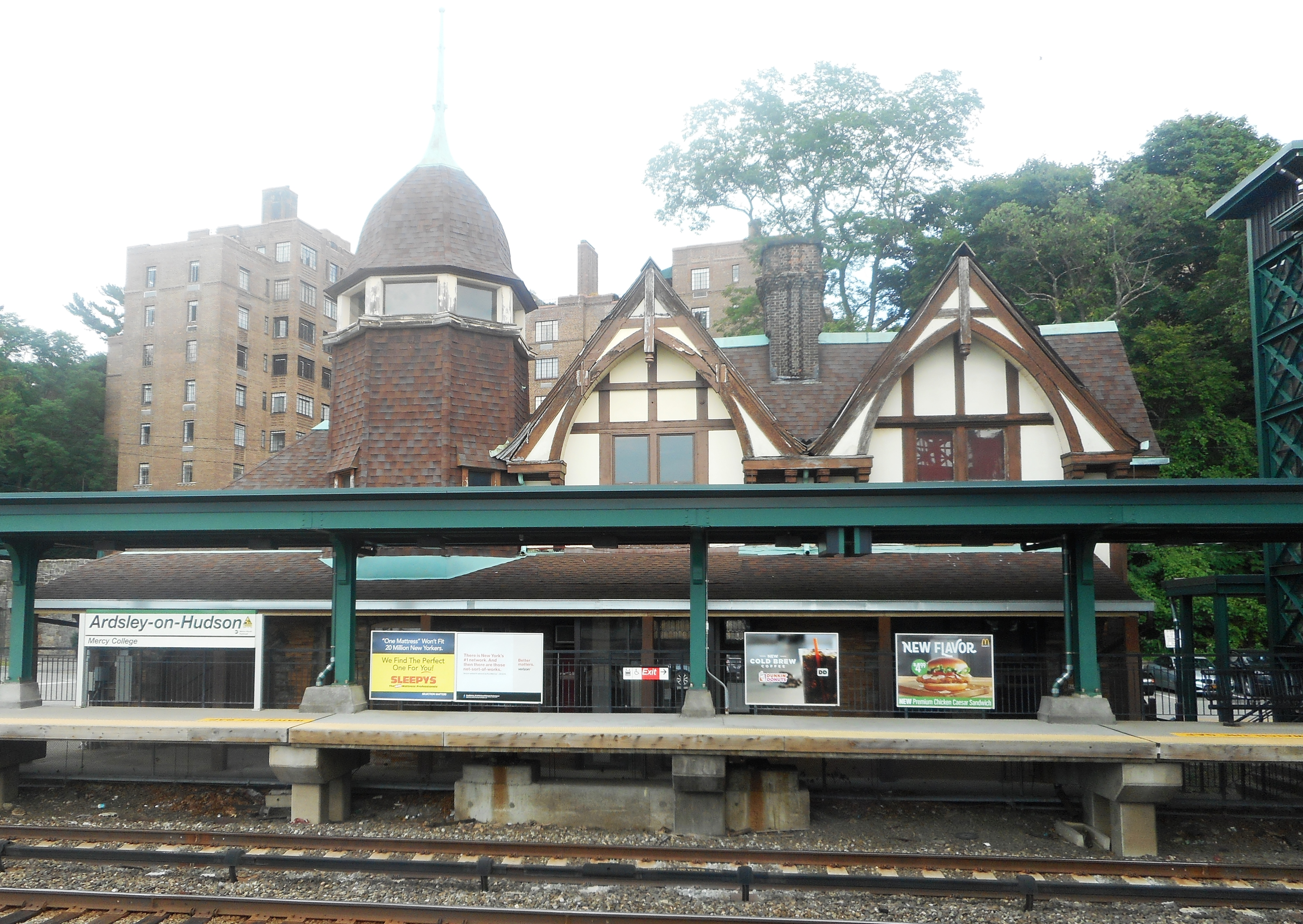
استُخدمت محطة مترو أردسلاي أون هودسون لتصوير عدة مشاهد من الفيلم.

## الاستقبال

### شباك التذاكر
حقق فيلم فتاة القطار أرباحًا بلغت 75,4 مليون دولار في الولايات المتحدة وكندا، وأُخرى بقيمة 97,8 مليون دولار في بقية البُلدان، أي بإجمالي إيرادات وصل 173,2 مليون دولار في جميع أنحاء العالم، وذلك مُقابل ميزانية إنتاج بلغت 45 مليون دولار.
كان من المُتوقع أن تبلغ الأرباح الإجمالية للفيلم في الولايات المتحدة وكندا ما بين 25 و30 مليون دولار في عُطلة نهاية الأسبوع الافتتاحية. كان من المُتوقع أيضا أن يحصُل الفيلم على أرباح مثل التي حصل عليها فيلم الزوجة المفقودة، والذي حصل على أرباح بقيمة 37.5 مليون دولار في أول عرض له في أكتوبر 2014، على الرغم من أن هذا الأخير كان قد شارك فيه العديد من النجوم، والذين شكلوا فارقا في هذا الصدد. حقق فيلم فتاة القطار أرباحا إجمالية بقيمة 24,5 مليون دولار في عطلة نهاية الأسبوع الافتتاحية، وأنهى الأسبوع مُحتلا المركز الأول في شباك التذاكر. في عطلة نهاية الأسبوع الثانية، حقق إيرادات بقيمة 12 مليون دولار، وجاء في المركز الثالث في شباك التذاكر في ذلك الأسبوع.

### الاستقبال النقدي
حصل الفيلم على آراء مُتباينة من النقاد. فعلى موقع الطماطم الفاسدة، حصل الفيلم على تقييم 44٪ بناءً على 304 مراجعات، أي بمُتوسط تقييم بلغ 5.29/10. وقد ذُكر في مُلخص المُراجعات النقدية بأن «أداء إميلي بلانت المُتميز لا يكفي لمنع فيلم الفتاة في القطار من أن يتجه ببطء لكي يكون عبارة عن ميلودراما استغلالية.» أما على موقع ميتاكريتيك، فقد حصل الفيلم على مُتوسط 48 من 100، بناءً على 49 مُراجعة  بينما حصل الفيلم على موقع سينماسكور على درجة "B−"، وذلك على مقياس من A + إلى F.

## الجوائز والترشيحات
| حفل توزيع الجوائز                      | تاريخ الحفل    | الفئة                         | المُستلم(ة) أو المُرشح(ة) للجائزة                            | النتيجة | مراجع  |
| -------------------------------------- | -------------- | ----------------------------- | ---------------------------------------------------------- | ------- | ------ |
| جوائز الأكاديمية البريطانية للأفلام    | 12 فبراير 2017 | أفضل ممثلة في دور رئيسي       | إيميلي بلنت                                                | رُشِّح     | [ 37 ] |
| جوائز أفلام هوليوود                    | 6 نوفمبر 2016  | جائزة مُنتج هوليوود            | مارك بلات (أيضا عن فيلمي مشي بيلي لين الطويل ‏ ولا لا لاند) | فوز     | [ 38 ] |
| جوائز نقابة مديري المواقع ‏             | 8 أبريل 2017   | جائزة اللجنة لأحسن فيلم مُتميز | مكتب حاكم ولاية نيويورك لتطوير الأفلام                     | رُشِّح     | [ 39 ] |
| جوائز نقابة خبراء التجميل ومصففي الشعر | 19 فبراير 2017 | جائزة تصفيف الشعر             | آلان دانجيريو                                              | رُشِّح     | [ 40 ] |
| جوائز خيار الشعب                       | 18 يناير 2017  | أفضل فيلم إثارة               | فتاة القطار                                                | فوز     | [ 41 ] |
| جوائز زحل                              | 28 يناير 2017  | أفضل فيلم إثارة ‏              | فتاة القطار                                                | رُشِّح     | [ 42 ] |
| جوائز زحل                              | 28 يناير 2017  | أفضل مُمثلة                    | إيميلي بلنت                                                | رُشِّح     | [ 42 ] |
| جوائز نقابة ممثلي الشاشة               | 29 يناير 2017  | أفضل ممثلة في دور رئيسي       | إيميلي بلنت                                                | رُشِّح     | [ 43 ] |

## وصلات خارجية
- مقالات تستعمل روابط فنية بلا صلة مع ويكي بيانات
- فتاة القطار على موقع IMDb (الإنجليزية)
- فتاة القطار على موقع Rotten Tomatoes (الإنجليزية)